# Партия народной революции Бенина
Партия народной революции Бенина (ПНРБ, фр.  Parti de la Révolution Populaire du Bénin) — историческая правящая политическая партия однопартийной системы в Бенине (Народная Республика Бенин). Провозглашала марксистско-ленинскую идеологию и курс на социалистическую ориентацию.

## История
Создана 30 ноября 1975 года. Была правящей и единственной политической партией страны в период 1975-1991 годов. Чрезвычайный съезд ПНРБ в 1976 году принял устав, объявлявший её «авангардной партией рабочего класса и всех трудящихся», и заявление о генеральной линии партии, в которой ближайшей целью было провозглашено решение задач национально-демократической революции, а конечной — строительство  социалистического общества. Первый национальный съезд ПНРБ в ноябре 1979 года подтвердил курс социалистической ориентации, наметил пути дальнейшего экономического и социального развития страны. Председателем Центрального комитета партии бессменно был президент страны Матьё Кереку. В 1989 году отказалась от марксизма-ленинизма и в следующем году была распущена; на её основе создали Союз прогрессивных сил.

## Участие в выборах
На безальтернативных парламентских выборах 1979 года партия получила 1243286 голосов (97,9 % от общего количества проголосовавших). на выборах 1984 года партия получила 1811208 голосов (98,1 % от общего количества проголосовавших).

## Символика
Флаг партии являлся копией флага  Народной Республики Бенин с обратными цветами. Красный цвет символизирует  коммунистические идеалы. Зелёная звезда символизирует народ страны, а её цвет — природу Бенина, полеводство и благородные идеалы, исповедуемые однопартийцами.

## Печатные органы
Печатные органы партии: газета «Эузу» («Революция»), основанная в 1975 году, и ежемесячный журнал «Хандория» («Указатель»), основанный в 1978 году.